# ゴールドスミス・カレッジ
ロンドン大学ゴールドスミス（Goldsmiths, University of London）、またはゴールドスミス・カレッジ（Goldsmiths College）は、イギリス・ロンドンのニュークロスに本部を置く、ロンドン大学のカレッジである。1891年に創立、1904年にロンドン大学へ加盟。研究型小規模大学連盟1994グループ加盟校。
ファインアート（現代美術）における功績が有名だが、音楽学、社会学、カルチュラル・スタディーズ、メディア研究、コミュニケーション学などの様々な分野の教育・研究を行っている。1980年代後半以降の卒業生の中からは、ヤング・ブリティッシュ・アーティストと呼ばれるイギリス美術界の新世代が輩出された。それ以後も様々なアート系分野で才能ある新人を数多く輩出している。
現代美術家のダミアン・ハースト、映画「それでも夜は明ける」で2014年度アカデミー作品賞を受賞した映画監督のスティーヴ・マックイーン、2013年度マーキュリー賞及び2014年度グラミー最優秀新人賞を受賞した歌手のジェイムス・ブレイク、初登場で全英アルバムチャート1位を達成したケイティ・B、などが著名な卒業生である。また、現在までに7人の卒業生がターナー賞を受賞している。

## 沿革
- 1891年 - 前身の技術系の教育機関（Goldsmiths' Technical and Recreative Institute）が設立。
- 1904年 - ロンドン大学に加盟し、「ゴールドスミス・カレッジ（Goldsmiths' College）」となる。
- 1993年 - 大学名が「ゴールドスミス・カレッジ（Goldsmiths College）」となる（「'」がなくなった）。
- 2006年 - 大学名が「ゴールドスミス（Goldsmiths）」となる。なお、2009年9月現在も大学の法的手続きなどを行う際の公式名称は「Goldsmiths' College」となっている。また、1993年以降は通常運営における大学名称を別に設けており、2009年9月現在の名称は「Goldsmiths」である。

## キャンパス

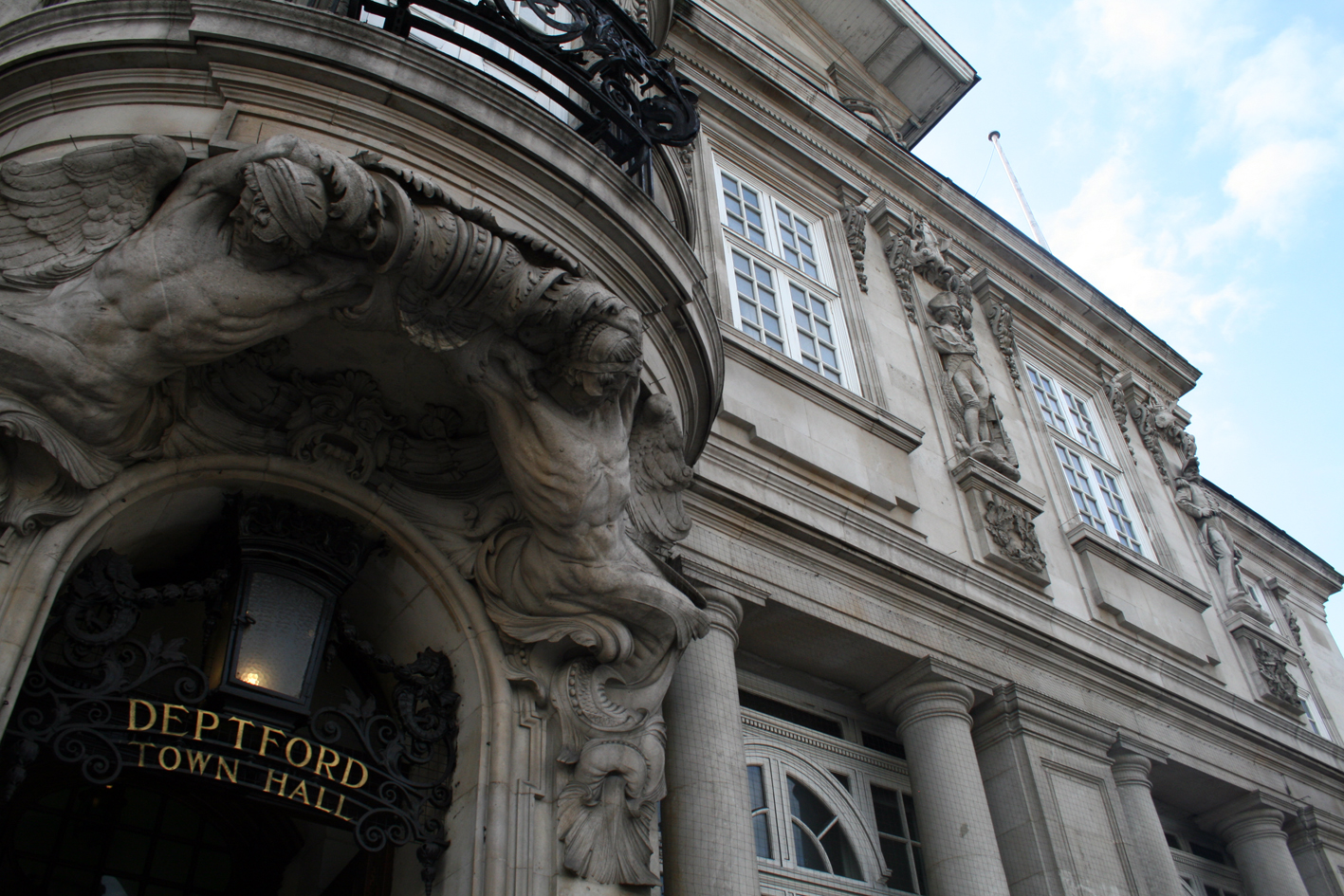
Deptford Town Hall Building

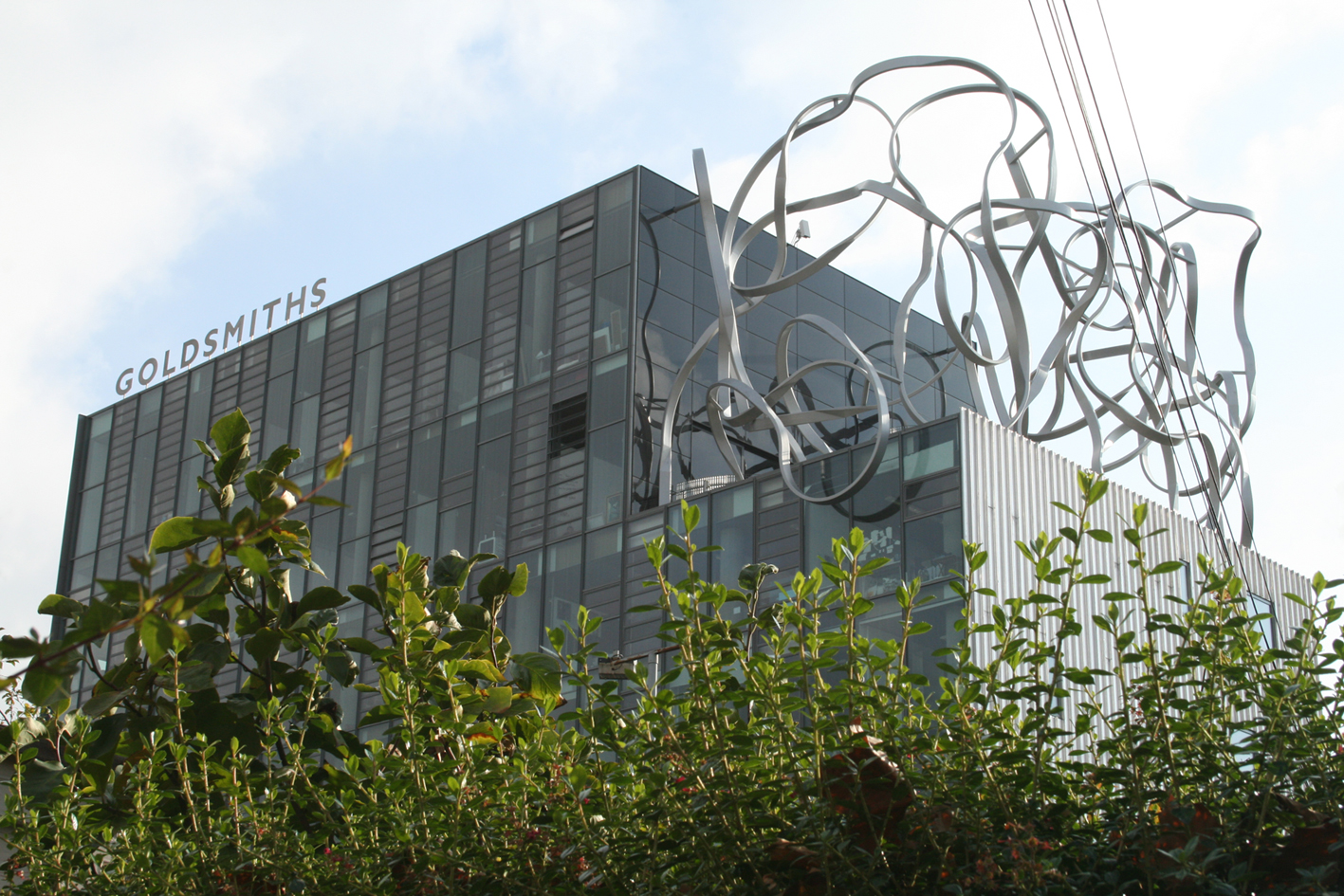
The Ben Pimlott Building

- ロンドンの南東部のニュークロスにキャンパスがある。
- ロンドン中心部までは地上線(Overground)で約15分程度と交通至便。またバスの便も多い。
- キャンパス内外に約1000室の寮を有するが、新入生と留学生は優先的に入ることができる。

## 組織
学部、および研究組織は以下の通りである。
- 人類学（Anthropology）
  - Centre for Visual Anthropology
- 美術（Art）
- 英語＆アカデミックライティングセンター（Centre for English Language and Academic Writing）
- 比較文化学（Centre for Cultural Studies）
  - Digital Culture Unit
- コンピューティング（Computing）
  - Centre for Creative and Social Technologies (CAST)
  - Goldsmiths Digital Studios
- デザイン（Design）
  - Interaction Research Studio
  - Pi (Prospect and Innovation) Studio
  - Technology Education Research Unit (TERU)
- 教育学（Educational Studies）
  - Centre for Identities and Social Justice
  - Centre for Language, Culture and Learning
  - Centre for the Arts and Learning
- 英文学＆比較文学（English and Comparative Literature）
  - Centre for Caribbean Studies
- 歴史学（History）
  - Centre for the Study of the Balkans
  - Centre of the Body
- クリエイティブ＆文化起業研究所（Institute for Creative and Cultural Entrepreneurship (ICCE) ）
- マネジメント研究所（Institute of Management Studies (IMS) ）
- メディア,コミュニケーション学, & カルチュラル・スタディーズ（Media,Communications, and Cultural Studies）
  - Centre for Feminist Research (CFR)
  - Centre for the Study of Global Media and Democracy
  - Goldsmiths Leverhulme Media Research Centre
- 音楽（Music）
  - Popular Music Research Unit
  - Contemporary Music Research Unit
  - Asian Music Unit
  - Unit for Sound Practice Research
  - Afghanistan Music Unit
  - Centre for Russian Music
  - Fringe and Underground Music Group
  - Music and Ethnographic Film
- 政治学（Politics）
  - Centre for Postcolonial Studies
  - Research Unit in Governance and Democracy (RUGD)
  - Research Unit in Politics & Ethics (RUPE)
- 心理学（Psychology）
  - Anomalistic Psychology Research Unit (APRU)
  - Centre for Cognition, Computation and Culture (CCCC)
  - Unit for School and Family Studies (USFS)
- 社会的,治癒的コミュニティー研究（Social, Therapeutic and Community Studies）
  - Centre for Community Engagement Research
  - Faiths and Civil Society Unit
- 社会学（Sociology）
  - Centre for Feminist Research (CFR)
  - Centre for the Study of Invention and Social Process (CSISP)
  - Centre for Urban and Community Research (CUCR)
  - Unit for Global Justice
- 演劇（Theatre and Performance）
  - Centre of the Body
  - Pinter Centre for Performance and Creative Writing
- 視覚芸術（Visual Cultures）
  - Centre for Research Architecture

## 評価
THE-QS World University Rankingsの2021年度版における専攻別の世界ランキングでゴールドスミスは以下の様に評価されている。
- アート&デザイン　14位[2]
- パフォーミング・アーツ　26位[3]
- コミュニケーション&メディア　7位[4]
- 人類学　49位[5]
- 社会学　42位[6]

ゴールドスミスは芸術系分野が名高いが、英国の各紙で幅広い文系分野において高評価を維持ている。
ゴールドスミスがアートの分野においてヤング・ブリティッシュ・アーティスト世代以降、より広範囲なジャンルに渡ってクリエイティブな人材を輩出している理由について、カレッジの学長であるPat LoughreyはTimes Higher Education紙のインタビューに以下のように答えている。
「ある種のアウトサイダーではないアーティストを私は見たことがない。この点、ロンドンの都心から少し離れたロケーションに位置することはアート気質を養うのに適していると思う。」また「カレッジのInstitute for Creative and Cultural Entrepreneurshipでは、アーティストが食べていける方法に焦点をあて、ビジネスマインドを持ったクリエイティブ性の養成やアート系学生の起業を促進している。ダミアン・ハーストはここの学生時代から創造性に優れていたと同時に偉大な起業家でもあった。我々は絶えず学生たちに自分自身のアイディアをうまく使う技術をいかに身につけさせるかに心を配っています。」と語っている。さらに重要な特徴として学際的教育・研究手法を挙げ「ここでは、驚くべき才能のミユージシャンが同時に優れたコンピュータープログラマーであることが珍しくないのです。アート系学生が社会科学専攻の学生と地域で共同プロジェクトを行うなど違った専攻の学生と組んだコラボプロジェクトも盛んで、それらがゴールドスミスのトレードマークにもなっています。」「我々は長い間、ここゴールドスミスでクリエイティブアートを涵養してきましたが、それらは今、現実の諸問題にも適用できるのです。」と述べている。

## 学生
ゴールドスミス大学によると、
2012/13年度において、ゴールドスミス大学には8,844名の学生が所属しており、その57.7%にあたる5,101名が学部課程で学び、残りの42.3%の3,743名が大学院にて研究活動を行っている。
年齢階層別に見てみると、20歳以下が全体の約40%を占めるが、一方で25歳以上の学生も37.3%いる。
また、学生の出身地域別に見ると、イギリス出身者が71.7%と多数を占めている。留学生は学生全体の28.3%であり、イギリス以外のEU諸国出身者が学生全体の9.7%で、それ以外の国と地域からは学生全体の18.6%となっている。

## 教員
- レス・バック（社会学）
- マシュー・フラー（メディア文化研究・哲学）
- スーザン・シュプリ（アーティスト・メディア研究）
- マーティン・サヴランスキー（哲学）
- コドゥウォ・エシュン（音楽評論家・文化理論・アーティスト）
- マーク・フィッシャー（文化理論・哲学　2017年、在任時に自害）

## 出身者
- ダミアン・ハースト:アーティスト
- ルシアン・フロイド:アーティスト
- アントニー・ゴームリー:アーティスト
- ジュリアン・オピー:アーティスト
- アンヤ・ガラッチオ:アーティスト
- サイモン・パターソン:アーティスト
- ブリジット・ライリー:アーティスト
- フィオナ・バナー:アーティスト
- リアム・ギリック:アーティスト
- ジリアン・ウェアリング:アーティスト
- スティーヴ・マックイーン:アーティスト・映画監督
- サラ・ルーカス:アーティスト
- サム・テイラー・ウッド:アーティスト
- グレンヴィル・ダービー:アーティスト
- インカ・ショニバレ:アーティスト
- ジェイムス・ブレイク (ミュージシャン)
- ケイティ・B:ミュージシャン
- ジョン・ケイル:ミュージシャン　元ヴェルヴェット・アンダーグラウンドのメンバー
- ジョン・コール:ミュージシャン
- グレアム・コクソン:ブラーのギタリスト
- デーモン・アルバーン:ブラーのボーカリスト
- アレックス・ジェームス:ブラーのベーシスト
- ブライアン・モルコ:プラシーボのボーカリスト
- マルコム・マクラーレン:セックス・ピストルズのマネージャー
- マリー・クヮント:ファッションデザイナー
- マーガレット・ハウエル:ファッションデザイナー
- リントン・クウェシ・ジョンソン:ダブ・ポエトリーの第一人者
- ベアトリス・オブ・ヨーク:イギリス王室王女、英国王位継承順位9番目
- 藤沢文翁:劇作家・舞台演出家　音楽朗読劇の第一人者[8]
- 毛利嘉孝:社会学者（メディア、アート、文化研究）博士論文の指導教員は文化理論家のポール・ギルロイ
- 赤塚りえ子（現代美術家、父は赤塚不二夫。フジオ・プロ社長）
- 手塚義治:社会学者（メディア理論、カルチュラル・スタディーズ）
- ユク・ホイ:哲学者（哲学、技術論）博士論文の指導教員は哲学者のベルナール・スティグレールと文化理論家のスコット・ラッシュ
- 高屋永遠:美術家・画家